# Frapal
Fra-pal es un paraje rural bonaerense del partido de Coronel Pringles, Argentina.

## Ubicación
Se localiza a 52 km de la ciudad cabecera en los alrededores de la rotonda de Ruta Provincial 51 y el cruce con la Ruta Provincial 72.
38°20'07.8"S 61°36'32.8"W
-38.335503, -61.609105

## Población
Durante los censos nacionales del INDEC de 2001 y 2010 fue considerada como población rural dispersa.